# Roland Robert Varga
Roland Robert Varga (Budimpešta, 22. listopada 1977.), hrvatski i mađarski atletičar. Bio je hrvatski rekorder u bacanju diska.
Za Hrvatsku je nastupao od 2009.
Natjecao se na Olimpijskim igrama 2012. kao reprezentativac Hrvatske u bacanju diska, a osvojio je 36. mjesto.
Bio je član zagrebačkog Dinamo-Zrinjevca i riječkog Kvarnera.